# 帕維爾·約瑟夫·沙法里克
帕維爾·約瑟夫·沙法里克（1795年5月13日—1861年6月26日），一译帕沃尔·约瑟夫·沙法里克，是19世纪匈牙利王国的一名斯洛伐克族诗人、历史学家及语言学家。他也是斯拉夫學的奠基人之一。

## 生平
帕維爾·約瑟夫·沙法里克于1795年出生在匈牙利王国一户信仰基督新教的家庭中，其父是来自什蒂特尼克的帕維爾·沙法里克（Pavol Šafárik）。沙法里克早年在凱日馬羅克的学校求学，后前往德国的耶拿大学求学:303。在此期间，沙法里克受到斯洛伐克民歌，以及弗里德里希·戈特利布·克洛普施托克、弗里德里希·席勒、约翰·弥尔顿等人诗作的影响，开始创作诗歌，他的第一首诗歌《塔特拉缪斯与斯拉夫七弦琴》（Tatranská Múza s lyrou slovanskou）即在1814年发表，表达了他对斯拉夫民族的认同感，也为他日后投入斯拉夫學研究做了铺垫。
1819年，沙法里克结识了同样在耶拿大学就读的揚·科拉爾，两人后来成为了泛斯拉夫主義及斯洛伐克民族复兴运动的引领者:594，并开始投入斯拉夫學研究，1826年，他的第一本斯拉夫學著作《斯拉夫语言史和各种方言文学史》（Geschichte der slawischen Sprache und Literatur nach allen Mundarten）以德文出版，后来，沙法里克还出版了《斯拉夫古代社会》、《斯拉夫古代文物》等著作，在著作中，沙法里克认为斯拉夫人在公元前5世纪前就已经定居于欧洲大陆，起源于喀尔巴阡山及多瑙河一带，并与希腊人、罗马人以及日耳曼人一样共同创造了欧洲文化:21。
1848年，沙法里克与捷克文人切拉科夫斯基于1848年出席了在布拉格召开的斯拉夫人代表大会，并发表演说，以支持斯拉夫民族的自决:21。
1861年，沙法里克逝世，享年66岁:21。斯洛伐克境内的科希策帕沃尔·约瑟夫·沙法里克大学以他的名字命名。捷克化学家沃伊捷赫·沙法里克是他的儿子。

## 引用
1. ↑  Rudolf Chmel. . Martin, Slovakia: Osveta. 1973年: 172. OCLC 1132600783 （斯洛伐克语）.
2. ↑  Cooper, David L. . Slavic Review (Cambridge, England, UK: Cambridge University Press). 2008, 67 (2): 301–320  [2023-11-30] （英语）.
3. ↑  Carmel, Herman. . Books Abroad (Norman, Oklahoma, United States: University of Oklahoma). 1962年, 36 (1): 31–32. doi:10.2307/40116348 （英语）.
4. ↑  J. Hanák. . The Slavonic and East European Review (Salisbury House Station Road Cambridge CB1 2LA, United Kingdom: MHRA). 1932年, 10 (30): 588–601  [2023-11-30] （英语）.
5. ↑  Matthäus von Collin. . Vienna, Austria: Gerold. 1827年: 1  [2023-11-30]. OCLC 630405165 （德语）.
6. ↑  王丹. . 《世界民族》. 2001年, (5): 39  [2023-11-30].[]
7. 1 2 3  万世荣. . 《东欧》. 1995年, (2): 19–23.[]
8. ↑  . 山东省自然资源厅. 2023-06-21  [2023-11-18].[]
9. ↑  Zdeněk Kopal. . Boca Raton, FL, USA: CRC Press. 2017年: 63. ISBN 9781351427166. OCLC 1014377978 （英语）.